# Neozatrephes schausi
Neozatrephes schausi är en fjärilsart som beskrevs av Rothschild 1909. Neozatrephes schausi ingår i släktet Neozatrephes och familjen björnspinnare. Inga underarter finns listade i Catalogue of Life.